# フェデリコ・ファバロ
フェデリコ・ファバロ（Federico Favaro、1991年5月19日 - ）は、スーペル・ラグビー・アメリカス、ペニャロール・ラグビーに所属するラグビーユニオン選手。

## プロフィール
- ウルグアイ・モンテビデオ出身[1]。
- ポジションはウィング(WTB)。
- 身長 174cm、体重 74kg
- ウルグアイ代表キャップは36（2021年11月現在）でラグビーワールドカップ2019のウルグアイ代表に選ばれた[2]。

## 略歴
2019年、ペニャロールに加入。